# Kinorhyncha
Kinorhyncha је мала група (око 100 описаних врста) сићушних (величине до 1 mm),  бескичмењака који живе искључиво у морској води. Највише се налазе у приобалним деловима у муљу на дну крећући се црволиким покретима. Тело име покривено дебелом кутикулом која образује чврте плочице и дугачке трнолике израштаје. У телу се налази примарна телесна дупља, псеудоцелом. Псеудоцелом је испуњен течношћу и садржи многобројне ћелије амебоците. Недовољно су проучена група животиња.
Тело је само по површини издељено на 12 до 13 сегмената који се групишу у три телесна региона:
- главу која се састоји од једног сегмента, назива се зонит, и на којој се налази неколико трноликих израштаја; она може да се увлачи у труп;
- врат који се као и глава састоји од једног зонита на коме су плочице различите грађе код различитих врста;
- труп кога чине остали сегменти покривени плочицама и трновима распоређеним дуж средине леђне стране и бочних страна.

## Класификација
ред  - фамилије⇒

ред  - фамилије⇒